# Pavón Arriba
Pavón Arriba é uma comuna da Argentina localizada no departamento de Constitución, província de Santa Fé.